# 米哈代爾卡河
米哈代爾卡河（烏克蘭語：Михадерка），是烏克蘭的河流，位於該國西南部切爾諾夫策州，屬於米希德拉河的左支流，發源自喬爾諾胡濟以東，流經維日尼察區，河道全長15公里，流域面積36.4平方公里。